# Sh (диграф)
Sh, sh — диграф, используемый в некоторых языках на латинской основе.

## Произношение
В английском, албанском и узбекском языках sh означает звук [ʃ]; в последнем считается отдельной , 27-й буквой алфавита, а для различения звука [ʃ] и последовательности звуков [sh] используется ' (прямой апостроф): запись sh означает звук [ʃ], а запись s'h — звуки [sh]. Также диграф sh в этих языках используется для транслитерации кириллической буквы Ш.
В немецком языке этот диграф используется для транслитерации кириллической Ж.
В ирландском языке этот диграф означает либо звук /h/, либо веляризованный звук /s/.